# Turba philosophorum
Col titolo di Turba philosophorum (Turba dei filosofi) sono note due opere distinte: le cosiddette Turba latina e la Turba gallica.
L'argomento dei testi è l'alchimia; i testi si fanno risalire al tardo Medioevo da un originale arabo.

## LaTurba latina
La prima è un'opera in latino che si fa abitualmente risalire al XIII secolo, evidente traduzione da un originale arabo. Si tratta di una serie di discorsi, attribuiti ad un certo numero di filosofi tra i quali si possono riconoscere quelli della tradizione greca, che discutono tra loro su i principi dell'alchimia facendo ricorso ampio alla tradizione cosmologica della filosofia greca.
Lo storico della scienza ed orientalista Julius Ruska (1867-1949), che per primo identificò l'origine araba dello scritto, lo collocò dapprima in un ampio arco temporale tra il IX e l'XI secolo. Henry Ernest Stapleton (1878-1962) notò tuttavia che alcuni passi della Turba erano presenti nell'opera di un alchimista arabo del X secolo, Ibn Umail. 
Solo in seguito, con gli approfondimenti dell'orientalista Martin Plessner (1900-1973), ci si rese conto che il testo della Turba rivelava una coerenza ed unità compositiva, per cui ogni opera che conteneva citazioni e confronti con essa era da considerarsi posteriore. Poiché Ibn Umail era morto nel 960, si poteva ragionevolmente collocare la composizione della Turba intorno al 900.
Plessner ipotizza che essa possa essere la forma in cui ci è pervenuto un Libro delle dispute e delle riunioni dei Filosofi dell'alchimista di Akhnim (Panopoli) Uthmàn Ibn Suwaid, attivo proprio intorno al ‘900.
La Turba tradisce un autore colto che padroneggia con sicurezza la cosmologia greca ed i suoi concetti fondanti.
Il componimento ha avuto una tradizione manoscritta ampia e multiforme, ed oggi si riconoscono, a seconda del numero dei discorsi compresi nel testo e di precise differenze stilistiche e strutturali, almeno tre diverse versioni del testo. Tali versioni si riflettono talvolta anche nelle varianti della considerevole tradizione a stampa, che parte con l’editio princeps di Basilea del 1572.

## LaTurba gallica
La seconda opera che circola col nome di Turba philosophorum, è in lingua francese. Essa è anche conosciuta col titolo di Turba philosophorum ou code de vérité en l'art (o Tourbe des Philosophes ou code de vérité en l'art), ed è spesso sinteticamente identificata col nome di Turba gallica.
Studiata in un primo momento da Paulette Duval la Turba Gallica è stata in seguito più severamente analizzata da Didier Kahn, che ha smentito parte rilevante delle conclusioni cui era giunta la Duval.
Attualmente si attribuisce alla Turba Gallica un'origine francese da collocarsi nel XV secolo, ad opera di un autore cristiano dalle evidenti tendenze neoplatonizzanti.
Nel medesimo lavoro citato Didier Kahn analizza comparativamente il testo della Turba latina e quello della Turba gallica, giungendo alla conclusione della derivazione di quest'ultima alla prima: circa il 50% del testo della Turba gallica proviene infatti dalla traduzione o parafrasi abbastanza libera del testo latino (forse di un testo latino assai corrotto che non conosciamo). Il resto proviene da altre fonti, solo in parte identificabili.
Anche la Turba gallica ha avuto una rilevante tradizione sia manoscritta che a stampa, ed è anzi da considerarsi tra i testi più influenti dell'alchimia rinascimentale. La prima edizione a stampa è quella in Trois traitez de la philosophie naturelle, non encore imprimes; sçavoir, la Turbe des philosophes, qui est appelee Le code de vérité en l'art autre que la latine, plus, La parole delaissee de Bernard Trevisan, et un petit traicté, tres-ancien, intitulé, Les douze porte d'alchymie, autres que celles de Ripla, Paris, par Iean Sara 1618.